# Мюллер, Отто Фредерик
О́тто Фредери́к Мю́ллер (дат. Otto Frederik (Friedrich, Friderich, Fridrich) Müller, 11 марта 1730 — 26 декабря 1784) — датский учёный, естествоиспытатель.
Уже первым своим трудом «Fauna Insectorum Fridrichsdalina» (1764), заключающим определение 858 видов насекомых, Мюллер обратил на себя внимание не только на родине, но и за границей.
Мюллер оставил после себя ряд капитальных учёных трудов по зоологии, включая энтомологию, и ботанике.
Из них наиболее известны:
- труд по протозоологии и зоологии «Vermium terrestrium et fluviatilium historia» (1773);
- «Zoologia Danica prodromus» (1776), включающий полное перечисление в систематическом порядке всех известных до тех пор видов датской и норвежской фауны;
- капитальный труд «Entomostraca seu Insecta testacca» (1785 г), в котором Мюллер довёл зоологическую систематику до того уровня, на котором она оставалась в последующие 40 лет;
- через год после смерти Мюллера вышел его последний труд — двухтомная «Animalcula infusoria fluvia tilia et marina», снабжённый многочисленными иллюстрациями. В этой работе впервые инфузории были разделены на биологические роды и виды.

В 1775—1782 издавал «Flora Danica» (части 11—15, пластины 601—900).
Zoologiae Danicae Prodromus стало первым систематическим изданием по датской и норвежской зоологии, и в течение многих лет — наиболее полным. Эта работа была запланирована как начало большого обзора фауны, но до своей смерти Мюллер успел выпустить только один том. Следующие тома (публикация которых была продолжена в 1806), готовившиеся к печати, среди прочих, Сёреном Абильдгаардом и Мартином Генрихом Ратке, не достигли уровня полноты охвата описания видов «Flora Danica», начатой по инициативе Георга Христиана Одера (нем. Georg Christian Oeder).
Именем Мюллера назван род растений Мюллера (Muellera L.f.) семейства Бобовые (Fabaceae).